# روفوس كينغ (سياسي)
روفوس كينغ (بالإنجليزية: Rufus King)‏ هو مؤرخ ومحامي وسياسي أمريكي، ولد في 30 مايو 1817 في تشيليكوث في الولايات المتحدة، وتوفي في 25 مارس 1891 في سينسيناتي في الولايات المتحدة.